# Pithecia monachus
Pithecia monachus är en däggdjursart som först beskrevs av Étienne Geoffroy Saint-Hilaire 1812.  Pithecia monachus ingår i släktet Pithecia och familjen Pitheciidae. IUCN kategoriserar arten globalt som livskraftig.
Inga underarter finns listade i Catalogue of Life. Wilson & Reeder (2005) skiljer mellan två underarter.

## Utseende
Denna plymsvansapa når en kroppslängd (huvud och bål) av 30 till 50 cm och en svanslängd av 25 till 55 cm. Den väger 1 till 2 kg. Pälsen har hos vuxna individer en svart färg. Förutom ansiktet är bara händer och fötter ljusare. Ansiktet är delvis naken och känns därför ljusare. Pithecia monachus har framåtriktade framtänder och långa hörntänder för att öppna hårda fruktskal.

## Utbredning och habitat
Denna primat förekommer i södra Colombia, östra Ecuador, östra Peru och nordvästra Brasilien. Arten vistas i låglandet och i kulliga områden som ligger upp till 600 meter över havet. Habitatet utgörs främst av tropisk regnskog.

## Ekologi
Individer är aktiva på dagen och vistas främst i växtligheten, sällan på marken. Ett monogamt föräldrapar och deras ungar har ett avskilt revir. Bara under natten kan flera familjer sova i samma träd. För kommunikationen har de olika läten och det sociala bandet i familjen förstärks genom ömsesidig pälsvård.
Pithecia monachus äter främst frukter samt några frön, nötter och insekter. I sällsynta fall fångar den en mindre fladdermus för köttets skull.
Honor föder efter cirka 170 dagar dräktighet en unge. Ungen håller sig i början fast på moderns framsida och rider senare på hennes rygg. Med människans vård kan arten leva cirka 24 år.